# ヴィンソン・マシフ
ヴィンソン・マシフ（英: Vinson Massif [ˈvɪnsən mæˈsiːf]）は、南極大陸最高峰の山。標高は、2004年のGPS測定で4892 mに改訂。それ以前は4897 mであった。南極半島の付け根付近にある。1966年12月17日、アメリカアルパイン協会とナショナルジオグラフィック協会の協力を得たニコラス・クリンチをはじめとするアメリカのグループが初登頂に成功した。日本語表記ではかつては、「ビンソンマッシーフ」と表記されていた。

## 概要

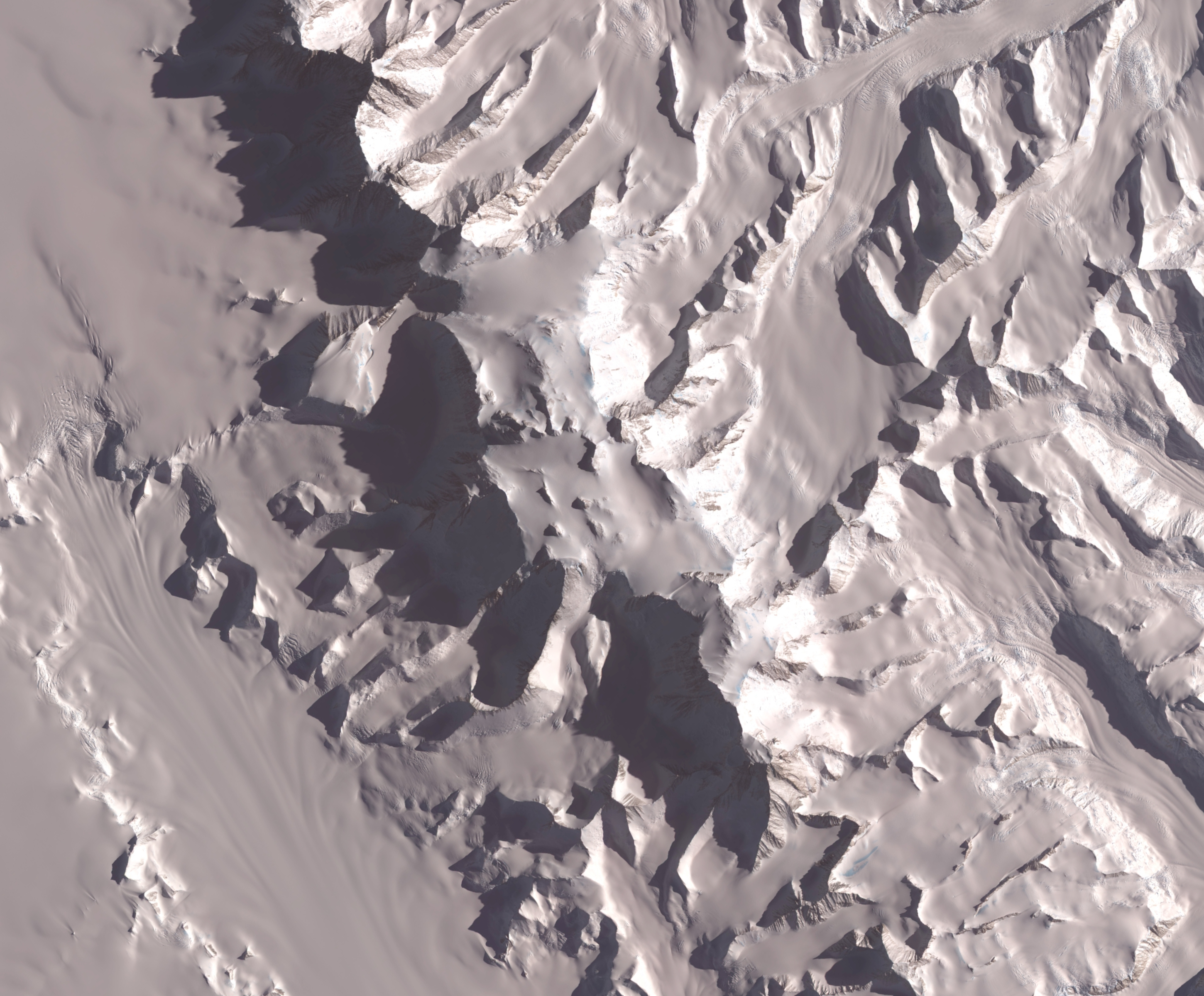
衛星画像

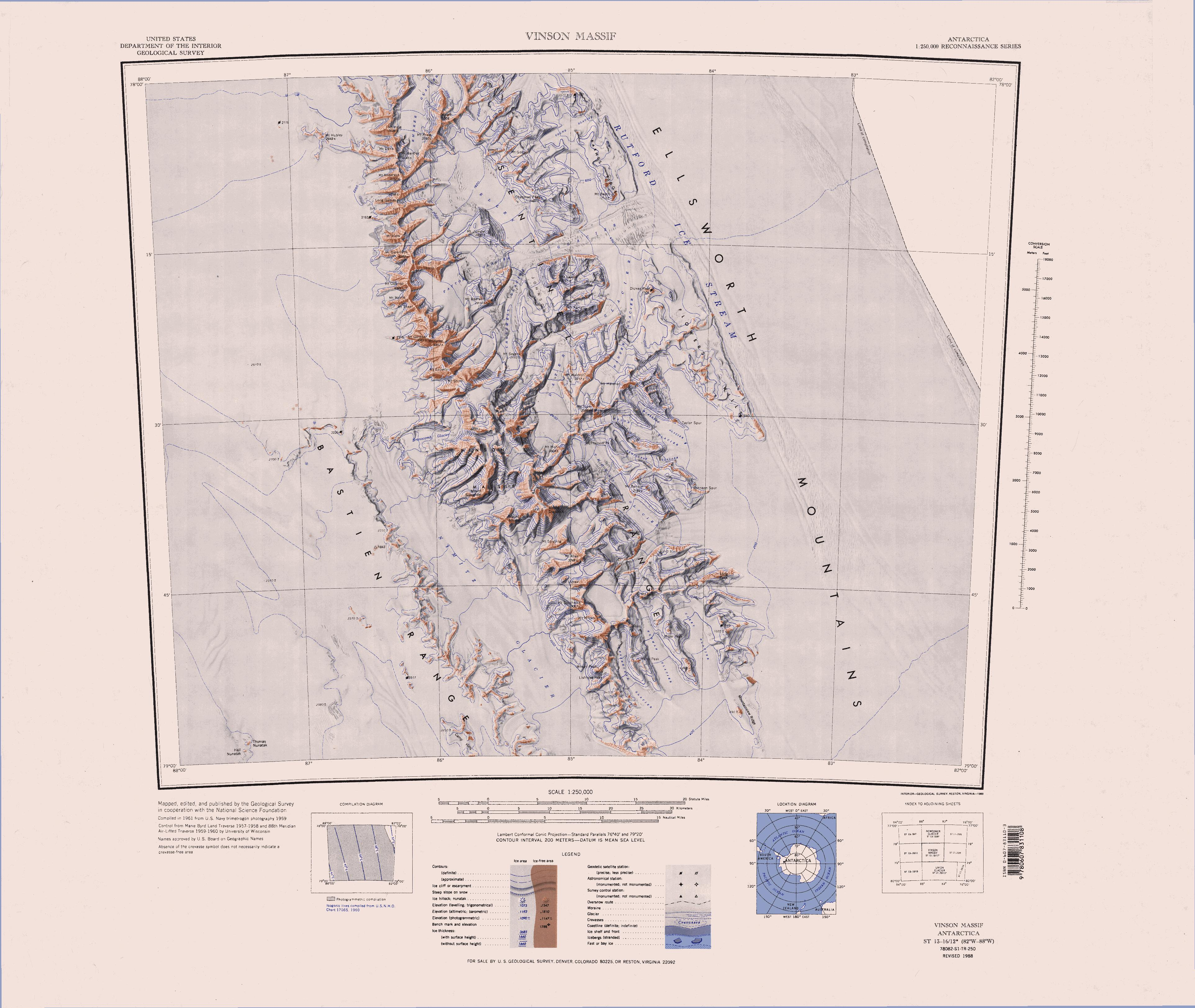
周辺の地図

ヴィンソン・マシフは巨大な山塊(Massif)であり、長さ21 km、幅13 kmで、エルスワース山脈のセンチネルレンジにある。南極半島の付け根近くのロンネ棚氷を見下ろすことができ、南極点まで約1200 km程度の位置にある。
2006年11月1日、アメリカ合衆国の南極地名諮問委員会 (US-ACAN) は、マウントヴィンソンとヴィンソン・マシフは別の存在であると言明した。
マウントヴィンソン は南極大陸の最高峰で、高さは4892 m。ヴィンソン・マシフの頂上にある高原の北部にあり、センチネルレンジの主脈の南部にある。初登頂は1966年で、2001年の探検では初めて東側ルートから登頂された。そのとき同時にGPSで頂上の標高が測定された。2010年2月の時点で約1400人がマウントヴィンソンの頂上に着いたと見積もられている。
野口健は自身のブログでヴィンソン・マシフの印象を「なだらかな真っ白い頂きに女性的な優しさすら感じた」と述べている。

## 氷河
何年もかけて、ヴィンソン・マシフの頂上に降り積もった限られた量の雪が固められ、氷河を形成する氷になる。これらの氷河は地形に従って山塊にある谷へ流れ落ちていく。最上部の氷河はマウントヴィンソンの北面のJacobsen Valleyを占めていて、西のBranscomb氷河と東のCrosswell氷河へ分流していく。Crosswell氷河はEllen氷河を経由してRutford Ice Streamへ流れ込む。

## 歴史
暫定的に'Vinson'という名前で知られていた高山は、西南極のこの近辺にあるのではないか、と長い間考えられていたが、発見はされていなかった。バード基地から飛び立ったアメリカ海軍の航空機によって1958年1月に発見された。1961年にUS-ACANは、南極探検を支援したジョージア州の下院議員カール・ヴィンソンにちなんでこの山塊をヴィンソン・マシフと命名した。ヴィンソン・マシフの最初の測量は1959年に行われ、標高は5140 mとされた。

### 最初の登頂
1963年に、Charles HollisterとSamuel C. Silverstein の率いる当時ニューヨークにあったアメリカアルパイン協会と、シアトルのPeter Schoening率いるグループが、アメリカ国立科学財団に対し、マウントヴィンソン登頂の探検を支援するようロビイングを始めた。この2グループはアメリカ国立科学財団とアメリカアルパイン協会の後押しを受けて1966年の春に合併し、アメリカアルパイン協会により探検隊のリーダーとしてニコラス・クリンチが採用された。公式的には、American Antarctic Mountaineering Expedition 1966/67（以下、AAME 1966/67とする）と命名され、探検隊のスポンサーはアメリカアルパイン協会とナショナルジオグラフィック協会であり、現地ではアメリカ海軍とアメリカ国立科学財団のAntarctic Programsが支援した。十人の科学者と登山家がAAME 1966/67に参加した。
- ニコラス・クリンチ
- Barry Corbet
- John Evans (ミネアポリス，ミネソタ大学)
- Eiichi Fukushima (シアトル、ワシントン大学 )
- Charles Hollister, Ph.D. (コロンビア大学, New York, NY)
- William Long, Ph.D. (アンカレッジ、アラスカメソジスト大学)
- Brian Marts
- Peter Schoening
- Samuel Silverstein(ニューヨーク、ロックフェラー大学)
- Richard Wahlstrom

1966年12月、 アメリカ海軍は探検隊と彼らの物資をニュージーランドのクライストチャーチからマクマード湾にあるアメリカの基地まで輸送し、そこからスキー装備のC-130 (航空機)でセンチネルレンジまで輸送した。探検隊全員が登頂した。第一団は4名で、1966年12月18日に登頂し、第二団は4名で12月19日登頂し、そして最後には3名が12月20日登頂した。
2006年8月16日、Omega FoundationのDamien Gildeaの推薦により、US-ACANはマウントヴィンソンの南にある従属的な頂にAAME 1966/67のメンバーの名前を付けることを認めた。

### その後の登頂

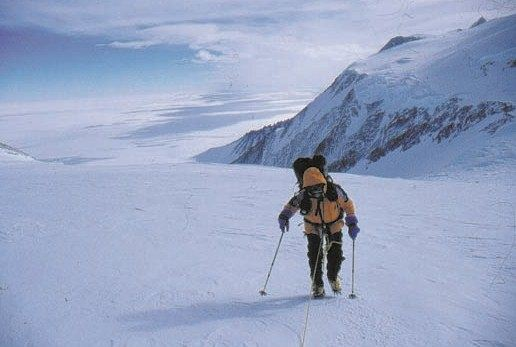
Gavin Bateがマウントヴィンソンに登る様子。2000年。

ヴィンソンに登るのは、南極を普通に旅することよりも技術的にやや難しい。また、七大陸最高峰の一つとして資金が潤沢な登山家の注目を集めている。 多様なガイドを引き連れてマウントヴィンソンに登るには、チリから南極へ渡る料金も含めて、典型的には一人当たり30000ドルかかる。

### 東側からの初登頂
Branscomb氷河から西側を登って登頂するのがかつては圧倒的多数であった一方で、 NOVAというテレビ番組の後援による八人組チームにより2001年1月に初めて東側からの登頂に成功した。メンバーは以下の通り。
- コンラッド・アンカー – 遠征リーダー
- en:Jon Krakauer – 登山家兼作家
- en:Dave Hahn        – en:mountain guide。GardnerやShinnを含む34回の登頂経験がある.
- Andrew Mclean    – エクストリームスキーヤー
- Dan Stone        – 雪氷学者
- Lisel Clark      – プロデューサー
- John Armstrong   – カメラマン
- Rob Raker        – アシスタントカメラマン兼録音

このチームは初めて東側からの登頂を達成しただけでなく、積雪量を標高別に科学調査した上にさらに、GPSで初めて頂上の標高を計測した。GPSの計測により、南極大陸最高地点の標高は4900 mであると判明し、それ以前にの1959年から1979年までに見積もられていた標高は光を奪われてしまった。
もう一つの初成功があり、それはマウントヴィンソンの東側の斜面、Dater氷河の上流にツイン・オッターによって初めて着陸成功したことである。
NOVAは作品を"Mountain of Ice"と名付け、PBSで2003年2月に初放送した。